# Arne di Sifno
Nella mitologia greca,  Arne era il nome di una fiera donna di Sifno, che tradì la sua gente in favore di Minosse.

## Mitologia
Ai tempi di Arne, i due regni abili nella guerra di terra ma anche nella guerra sui mari (Creta ed Atene), si contendevano supremazia e potere nel Mar Egeo, e la donna, interessata all'offerta che le fece il re di Creta, tradì il suo regno in favore di un uomo che seppe ricoprirla d'oro.
Gli dei infuriati per la sua condotta la trasformarono in una taccola, o secondo altri autori in una gazza ladra, per via del suo amore verso il denaro.

### Localizzazione
Alcuni autori moderni hanno messo in dubbio la tradizionale localizzazione del mito sull'isola di Sifno, argomentando, sulla base di considerazioni etimologiche, che potrebbe invece trattarsi di Nasso o anche della Tracia.

### Fonti
- Strabone, Libro X 4 8 e 15
- Ovidio, Metamorfosi VII, 480

### Moderna
- Robert Graves, I miti greci, Milano, Longanesi, ISBN 88-304-0923-5.
- Angela Cerinotti, Miti greci e di roma antica, Prato, Giunti, 2005, ISBN 88-09-04194-1.
- Anna Ferrari, Dizionario di mitologia, Litopres, UTET, 2006, ISBN 88-02-07481-X.
- Anna Maria Carassiti, Dizionario di mitologia classica, Roma, Newton, 2005, ISBN 88-8289-539-4.